# Милан Глигић
Милан Глигић (Маринковци, 27. април 1942 — Хобарт, 8. март 1994) био је српски певач хармоникаш познат по опевавању четника из Другог светског рата.

## Биографија
Рођен је 27. априла 1942. године од оца Слободана и мајке Милеве. Остао је без своје мајке Милеве у својој трећој години старости. Његов деда Стеван водио је бригу око свога унука. Још у почетку своје ране младости волео је гусле и старе епске песме о јунацима, што му је дало повода и воље да касније буде хармоникаш и певач српских народних, а нарочито четничких песама. Миланов отац, Слободан, четнички првоборац из Маринковачке чете, довео је свога сина код себе у политичку емиграцију у САД 1957. године. У Америци, Милан се оженио са Српкињом Душанком, која му је изродила кћерку Милеву и синове Слободана и Душана. Његов син Слободан је, под чудним околностима, изгубио живот 23. августа 1979. године.
Преминуо је 8. марта 1994. године. Сахрањен је на гробљу „Калумет парк” у Меривилу.

## Дискографија
1963. 
- 1. На Динарске цуке двије
- 2. Свака чета има командира
- 3. Шта се оно на Динари сјаји
- 4. Српска Лика

1964. 
- 1. Ој Динаро, планино зелена
- 2. Дух се буди Принципа Гаврила
- 3. Снег је пао побелиле стране
- 4. На Пађанма некад давно

1965. 
- 1. Маринковци
- 2. То је било деветога јула (Душанка Глигић)
- 3. На Мањачи
- 4. Бела вила кликче с Требавића

1965. 
- 1. Ветар дува
- 2. Сећате се сестре (Душанка Глигић)
- 3. Снијег паде
- 4. Песма Косурића Рајка

1975. - Српске четничке пјесме 
А
- 1. Дух се буди (Гаврила Принципа)
- 2. Кад бих Врбас (о војводи Дреновићу)
- 3. Дође нама из Србије веза (о Николи Бабићу)
- 4. Мој Гламочу
- 5. Четрнестог беше маја (о војводи Ђуришићу)

Б
- 1. Ој Србијо (славном Дражи)
- 2. Ој Грахово
- 3. Лијевче поље (о Милораду Поповићу)
- 4. Једно јутро (о војводи Мани Роквићу)
- 5. Личке горе (о Мићи Лукићу)

1983. - Чика Дражо легендо највећа 
А
- 1. Са Рудника и Авале (песма славном Чика Дражи)
- 2. Маринковци, Обљај, Лука (о Босанском Грахову)
- 3. Мало мајки родише јунака (о Пери Рајаку)
- 4. Једне ноћи тога тешког мрака (о Паји Поповићу)
- 5. Ој котари српске Далмације (о Милораду Стегњаићу)

Б
- 1. Хармонико моја засвирај ми мило (о војводи Ђујићу)
- 2. Са Динаре клице бела вила (о војводи Ђујићу)
- 3. Кличе вила у свитању дана (о Душану Илићу)
- 4. Мој Шаторе (о Стевану Чормазу)
- 5. Од извора Динаре планине (српској Врлики)
- 6. Војводино коло

1990. - Србин гради цркву на Врачару 
А
- 1. Србин гради цркву на Врачару
- 2. Ој пресвети Манастире Крко
- 3. То је било деветога јула
- 4. Још се сећам то је давно било (песма о мајци)
- 5. Свако јутро кад зора заруди

Б
- 1. Није Босна Туђманова
- 2. Обилићу Косово те зове
- 3. Испод Романије
- 4. Маринковци родно село моје
- 5. На врх наше горе Малована